# Мыдльники

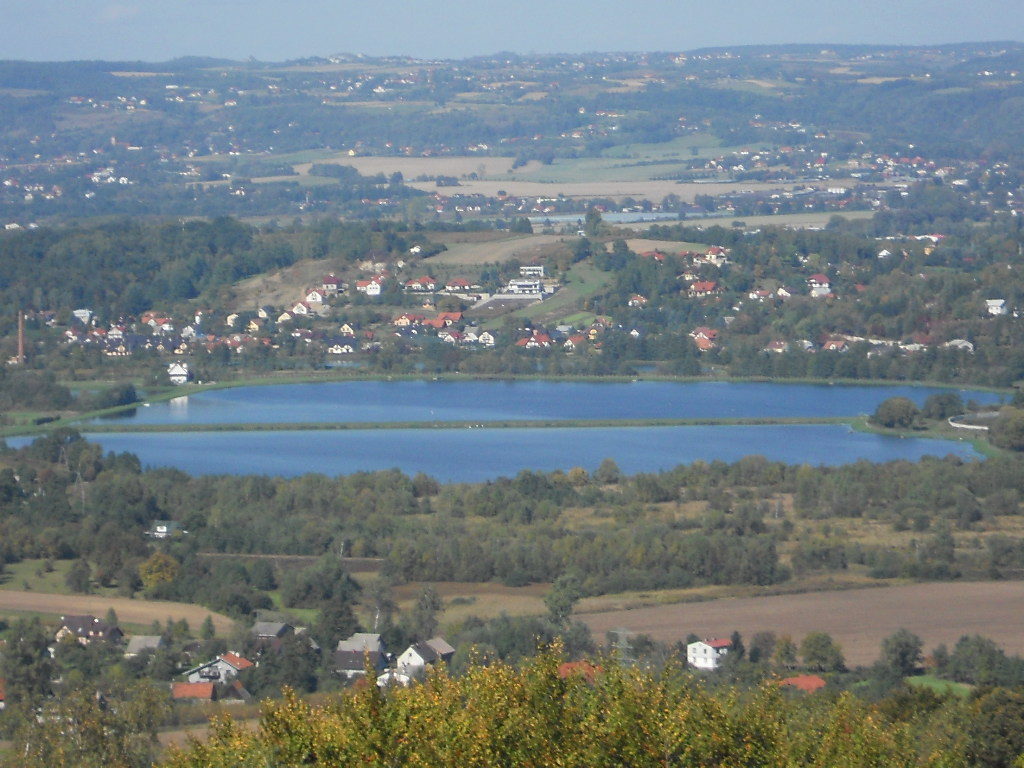
Вид района Мыдльники с кургана Пилсудского

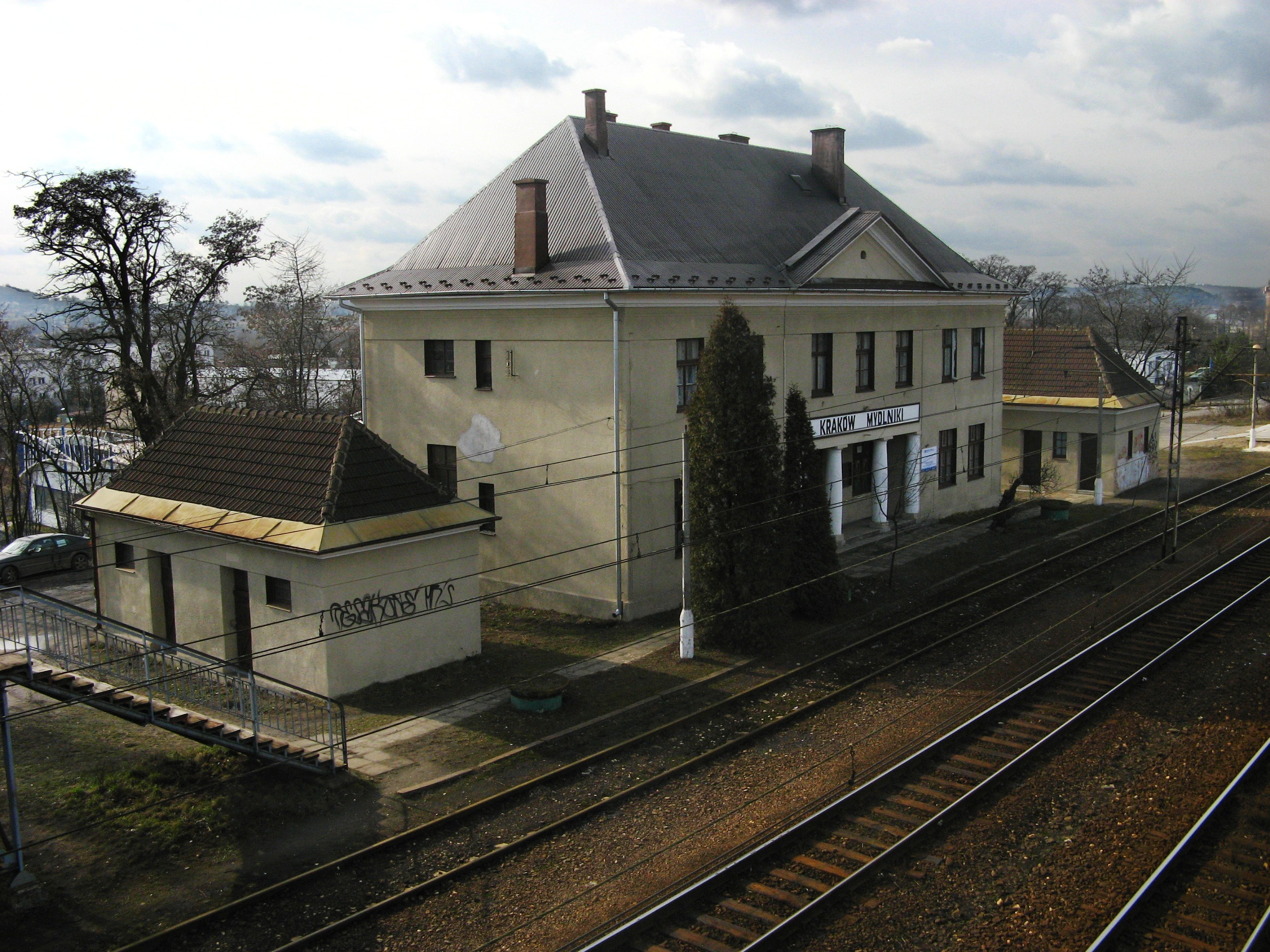
Железнодорожная станция «Краков-Мыдльники»

Мыдльни́ки (пол. Mydlniki) — микрорайон Кракова, входящий в административный район Дзельница VI Броновице.

## История
Первоначально Мыдльники были деревней. В средние века Мыдльники вошли в состав Кракова.

## Экономика
В Мыдльниках находятся следующие хозяйственные объекты:
- Железнодорожная узловая станция Краков-Мыдльники;
- Железнодорожный остановочный пункт Краков-Мыдльники-Вапенник (бывшая промежуточная станция).

## Достопримечательности
- Церковь Пресвятой Девы Марии Неустанной Помощи;
- Млынувка-Крулевская — несуществующий сегодня канал, который был руслом реки Рудавы. Канал был построен по указу короля Владислава I. В настоящее время это наименование носит городской парк;
- Старая кузница 1870 года. В настоящее время в ней размещается филиал публичной библиотеки;
- Руины вспомогательного пехотного форта «41а Мыдльники» Краковской крепости, который был построен перед Первой мировой войной.
- Кладбище «Мыдльники»;
- Каменный обелиск, который первоначально находился на Краковском Рынке и использовался в качестве позорного столба.